# ヒュー・ド・コートネイ (初代デヴォン伯)
初代/第9代デヴォン伯ヒュー・ド・コートネイ（Hugh de Courtenay, 1st/9th Earl of Devon, 1276年9月14日 - 1340年12月23日）は、イングランド貴族。デヴォンのティヴァートン城、オークハンプトン城、プリンプトン城、コルコム城、およびオークハンプトン領、プリンプトン領を領した。1335年、父のまたいとこで、第8代デヴォン女伯であったイザベラ・ド・レッドヴァース（1293年没）の死から41年後に、正式にデヴォン伯と宣言されたが、それが新たな創設か、レッドヴァース家の後継者かは不明であるため、このコートネイ家の伯爵には二種類の序数が付されている。

## 出自
ヒュー・ド・コートネイは1276年9月14日、デヴォンのオークハンプトン男爵サー・ヒュー・ド・コートネイ（1292年没）とエレノア・ル・ディスペンサー（1328年没）の息子、相続人として生まれた。エレノアは初代ル・ディスペンサー男爵ヒュー・ル・ディスペンサーの娘で、エドワード2世の重要な顧問であった初代ウィンチェスター伯ヒュー・ル・ディスペンサーの妹である。父はオークハンプトンの領主ジョン・ド・コートネイ（1274年5月3日頃没）と、その妻イザベル・ド・ヴィア（第4代オックスフォード伯ヒュー・ド・ヴィアの娘）の息子であった。ジョンの父ロバート・ド・コートネイ（1242年没）は、ルノー・ド・コートネイ（1190年没）とハワィス・ド・カーシー（オークハンプトン領の女子相続人）の息子であり、デヴォンのティヴァートン城とプリンプトン城の城主でプリンプトン領主であった第5代デヴォン伯ウィリアム・ド・レッドヴァース（1217年没）の娘、メアリー・ド・レッドヴァース（「ド・ヴァーノン」と呼ばれることもある）と結婚していた。

## 相続
1292年2月28日、結婚とほぼ同時期に、ヒューはオークハンプトン領と、まだ王室に割譲されていなかったレッドヴァース領を相続した。また、コートネイ家の初代デヴォン伯位を得ていた可能性があるが、事実上の伯位が認められたのは1335年になってからであった。デヴォンのコリトン村の近くにコルコム城を建設した。また、父と共にオークハンプトン城を再建し、施設と宿泊施設を拡張して狩猟小屋、静養所、豪華な邸宅とした。本拠地はティヴァートン城であった。

## 経歴

### スコットランド遠征、1297年 - 1300年
1297年6月20日、ヒューはイングランド王エドワード1世に臣従の礼を行い、自身の扶持を与えられた。当時、エドワード1世は軍を率いてツイード川を渡り、スコットランドへ入っていた。この栄誉は、ヒューの軍事的功績を称えたものと考えられる。同年7月、イングランド軍はアーバインの戦いでスコットランド軍を破った。しかし翌年、ウィリアム・ウォレス率いる軍の到来により、形勢は一変した。
1298年2月6日、ヒューは議会に召集令状によりコートネイ卿として召集され、エドワード2世の治世中、そしてエドワード3世のモーティマー摂政時代まで議席を保持した。ヒューはエドワード3世の治世まで、議会において重要な貴族の地位にあった。
ヒューは1300年7月から2週間、ソルウェー湾のすぐ向こうにあるカラヴァロック城の長期にわたる包囲戦にエドワード1世とともに参加した。ヒューは優れた軍人であり、イングランド王室に忠実な支持者であることを証明した。1298年、スターリング城の外で起きたスターリング・ブリッジの戦いでは、司令官ヒュー・クレシンガムを含むイングランド軍の半数が戦死したが、ヒューはその時には参加していなかった。しかしエドワード1世は、スコットランド王ロバート1世の財産を荒廃させるため、エアシアに進軍する決意だった。しかし、イングランド軍は北進するにつれて森の中に姿を消した。ヒューは、エドワード1世がスウィートハート修道院でカンタベリー大司教ロバート・ウィンチェルシーを出迎えた際に同席していた可能性がある。ウィンチェルシーは、教皇ボニファティウス8世からの停戦を求める厳しい書簡を携えて北上してきた。エドワード1世はこの命令を無視することはできなかった。9月、ヒューは軍を解散させ、ソルウェイ湾を越えてカーライルへ撤退した。この作戦は資金不足のために失敗に終わり、1301年1月に議会が召集された。イングランド軍はロンドンに戻る前に6ヶ月間の休戦協定を結んだ。

### 1301年の議会
議会はリンカーンで開かれた。議題には、150年前のヘンリー2世の治世に初めて導入されて以来、前例のなかった王室森林憲章の改訂が含まれていた。地元の陪審員は証拠を集めるために「森林巡視」を行うことになっていた。しかし、エドワード1世は資金を必要としており、議会はエドワード1世に、後にコミュニティ・フォレストとなる森林に対する絶対的な権限と所有権を放棄するよう要求した。

### スコットランド遠征、1301年 - 1308年
1306年、王太子エドワードがスコットランドへ派遣された。先鋒はエドワード1世の父ヘンリー3世の異父弟エイマー・ド・ヴァランスが率いた。5月22日、ヒューは王太子から騎士とされた。これはおそらくスコットランド軍に対する功績によるものと考えられる。6月、イングランド軍はパースを占領した。6月19日、低地を切り開いていたヴァランスは、夜明け前にメスヴェンでスコットランド軍を襲撃した。スコットランド王ロバート1世は丘陵地帯に逃亡した。エドワード1世は容赦なく、多くの捕虜が処罰された。その秋、軍はヘクサムに戻った。戦争はほぼ終結していたが、キンタイア岬とアバディーンシャーのキルドルミー城は包囲されていた。イングランド王は多くの残虐行為を行い、スコットランド貴族とその女性たちを捕らえた。
ロバート1世がアイルランド亡命から帰還すると、イングランド軍は敗戦に苦しみ始めた。病に伏していたエドワード1世は最後の遠征を行い、ヒューはそこで大きな役割を果たした。ソルウェイ湾を目指して馬にまたがりながらも苦戦を強いられたエドワード1世は、渡河を待つ間、バラ・バイ・サンズで崩御した。1308年、ロバート1世を鎮圧するために新たな遠征が派遣され、ヒューは王のエリート家臣の一人である旗頭騎士に任命された。
エドワード2世の治世中、ヒューは貴族院の統治評議会の一員として条例の署名者（Lords Ordainers）に任命された。また、1318年8月9日には国王評議会の議員に任命された。1324年にはデヴォンとコーンウォールの海岸の管理人に任命され、その後1336年にも再任された。これは領地が現在のエクスムーアとダートムーアにまたがっていたためである。しかしヒューは不承不承ながらその栄誉を受け、国王と議会との間で慎重な駆け引きを展開した。
経験豊富な軍人として、ヒューは若きエドワード3世に取り入ろうとし、そのために大蔵省からの伯領収入の3分の1の受け取りを辞退した。ヒューは調査を受け、1335年2月22日にデヴォン伯に叙せられた。

### デヴォン伯位
1335年、父のはとこにあたる第8代デヴォン女伯（1293年没、第6代デヴォン伯ボールドウィン・ド・レッドヴァースの長女）の死から41年後、イングランド王エドワード3世は1335年2月22日付の特許状を発布し、デヴォン伯位をヒュー・ド・コートネイに与えた。特許状には「先祖デヴォン伯が好んで用いていた称号と称号を継承する」と記されていた。この特許状が新たな貴族の称号を創設したものとみなされれば、彼は初代デヴォン伯となり、そうでない場合は、ド・レッドヴァース家の旧来の伯位を回復したものとみなされ、第8代デヴォン女伯の伯位を継承したとして第9代デヴォン伯となったこととなる。専門家によって意見が異なり、そのためコートネイ家の伯爵には二種類の序数が付されている。

### 死
ヒューは1340年12月23日にティヴァートン城で亡くなり、1341年2月5日にエクセター近郊のコーウィック修道院に埋葬された。

## 結婚と子女
彼は、ハンプシャーのベイシングのジョン・セントジョン（1302年没）とその妻アリス・フィッツピアーズ（サー・レイノルド・フィッツピアーズの娘）の娘アグネス・ド・セントジョン（1340年没）と結婚した。アグネスは、ベイシングの初代セントジョン男爵ジョン・セントジョン（1329年没）の姉妹であった。アグネスとの間には5男2女が生まれた。
- ジョン（1300年 - 1349年） - ルイス修道院長およびタヴィストック修道院長
- ヒュー（1303年 - 1377年） - 第2代デヴォン伯、ハンフリー・ド・ブーンとエリザベス・オブ・リズランの娘マーガレットと結婚
- エレノア（1305年頃 - 1330年） - コッドナーのグレイ男爵ジョン・グレイ（1392年没）と結婚
- ロバート（1309年 - 1334年） - デヴォンのモルトンハムステッド領主
- トマス（1311年頃 - 1362年） - サマセットのウートン・コートネイおよびデヴォンのウッドヒッシュの領主[12]。対フランス軍司令官[13]。サマーセットの第4代モウルズ男爵ジョン・ムウルズの長女で裕福な女子相続人ミュリエル・ド・モウルズと結婚した。妻方からデヴォンのキングス・カーズウェルおよびダンタートン[14]、サマーセットのブラックフォード、ヒルトンおよびラッティフォード[15]を相続した。
- ボールドウィン（1313年頃 - 1340年）
- エリザベス（1313年頃 - 1364年） - ライル領主バーソロミュー・ド・ライル（1311年 - 1345年）と結婚